# Christoph Anselm Noll
Christoph Anselm Noll (Weißenthurm, 1959) is een Duits organist, klavecimbelspeler en dirigent.

## Levensloop
Noll studeerde katholieke kerkmuziek (A-exam 1981) aan de Muziekhogeschool in Keulen: orgel bij Rudolf Ewerhart, (diploma 1984), klavecimbel bij Hugo Ruf, concert examen 1989) en hobo bij H. Hucke. Hij studeerde verder orgel bij Ludger Lohmann, en eindigde zijn studies in 1988 met een diploma van de Staatl. Hochschule für Musik und Darstellende Kunst in Stuttgart. Hij volgde meestercursussen bij Michael Radulescu, Luigi Ferdinando Tagliavini, Guy Bovet, H. Vogel en andere. Hij verwierf heel wat prijzen op internationale wedstrijden voor orgel en klavecimbel. In 1985 behaalde hij de Tweede prijs op het internationaal orgelconcours, in het kader van het Festival Oude Muziek in Brugge.
Vanaf 1981 en tot in 1994 was Christoph Anselm Noll kantor, organist en koordirigent aan de Sint-Stefankerk in Andernach. Hij doceerde aan de Johannes Gutenberg Universiteit in Mainz (1987-1997), was gastdocent in 1995-1996 aan de Staatlichen Hochschule für Musik und Darstellende Kunst Stuttgart en was vanaf 1991 docent orgel en continuo aan de Muziekhogeschool in Detmold.
Hij concentreerde zich vanaf 1995 hoofdzakelijk op zijn concertcarrière, als solist of in samenwerking met ensembles zoals Musica Fiata, Concerto Köln, Collegium Cartusianum, Cantus Cölln. 
Na 2000 is Noll in stijgende mate als dirigent actief geweest, onder meer van de ensembles 'Capella pura' en 'Florilegium musicum', met wie hij werken uitvoerde van Bach, Schütz en Monteverdi, maar ook 'Le Roi David' van Arthur Honegger. Hij werkte ook vaak samen met het Bach-Verein in Keulen.

## Discografie
Noll heeft talrijke platenopnamen gemaakt.